# Joan Oliver i Sallarès
|  | «Joan Oliver» redirigeix aquí. Vegeu-ne altres significats a «Joan Oliver (desambiguació)». |

Joan Oliver i Sallarès (Sabadell, 29 de novembre de 1899 - Barcelona, 18 de juny de 1986), que emprà com a poeta el nom de ploma Pere Quart, fou un poeta, dramaturg, narrador, traductor, director literari i periodista català, considerat un dels poetes i dramaturgs més destacats de la literatura catalana del segle xx.
| «                                 | Per dissort, encara som a la trinxera i les nostres armes són les paraules | » |
| — Joan Oliver, Teatre Romea, 1980 |                                                                            |   |

## Biografia

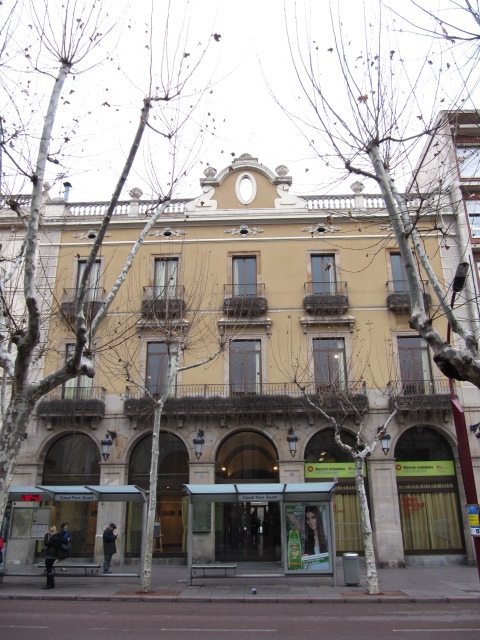
Casal Pere Quart de Sabadell

### Origen familiar
Joan Oliver i Sallarès –fill d'Antoni Oliver i Turull i Dolors Sallarès i Soler– va néixer el 29 de novembre de 1899 al número 8 del carrer del Jardí de Sabadell –cals Oliver–, en el si d'una destacada família de la burgesia industrial sabadellenca.
El seu besavi patern era Pere Oliver i Salt, alcalde de Sabadell, gran propietari rural i un dels fundadors i primer president de la Caixa d'Estalvis de Sabadell. Ell va fer construir el 1862 les Voltes de ca l'Oliver, avui conegudes com a Casal Pere Quart, obra de l'arquitecte Gabriel Batllevell. Un altre besavi fou l'industrial i polític Pere Turull i Sallent, conegut a Madrid com El Rico Catalán. El besavi matern fou l'industrial tèxtil Joan Sallarès i Marra, un dels fundadors de l'Institut Industrial de Sabadell i del Banc de Sabadell. El seu avi matern era Joan Sallarès i Pla, un dels impulsors de Foment del Treball a les acaballes del segle xix, capdavanter del proteccionisme a tot l'estat i un dels fundadors del Banc Sabadell.

### Infantesa i joventut
Joan Oliver va ser el quart de deu germans, dels quals només en van sobreviure quatre: Justa, Antoni, Enric i Joan. Quan tenia uns dos anys, la família va anar a viure a cals Sallarès, uns metres més amunt del carrer del Jardí. Era una casa fàbrica amb un jardí que Oliver va descriure en diverses ocasions; "era el nostre petit reialme, el nostre paradís", deia. La família feia estades a Ca n'Oliver de Castellar del Vallès, la casa pairal d'on provenia la família del pare, com també al Marquet de les Roques, edifici construït a la vall d'Horta –Sant Llorenç Savall–, l'obra modernista més emblemàtica de l'arquitecte sabadellenc Juli Batllevell.
Entre 1909 i 1916 va estudiar als Escolapis de Sabadell, on va tenir Joan Vila i Cinca de mestre de dibuix. A l'Església dels Escolapis va fer la primera comunió el 25 de març de 1911. Amb només 13 anys va publicar el primer poema en català a La Gaseta del Vallès. I el 1918 va escriure el primer llibre de poemes: Primícies, exemplar no publicat, que consta de dibuixos del seu germà Antoni. Posteriorment, entre 1916 i 1921, estudiarà Dret a la Universitat de Barcelona.

### La Colla de Sabadell
A redós de l'Acadèmia de Belles Arts de Sabadell –que en aquell moment presidia el pare de Joan Oliver–, l'any 1918 van coincidir amb un grup que es convertiria en el "Coro" de Santa Rita, també anomenat Grup de la Mirada, Grup de Sabadell o Colla de Sabadell, juntament amb el novel·lista Francesc Trabal i el traductor i crític literari Armand Obiols, en la qual també van participar Ricard Marlet, Lluís Parcerisa, Antoni Vila i Arrufat, Josep M. Trabal, Miquel Carreras i Joan Garriga i Manich. La primera acció col·lectiva de la Colla va tenir lloc l'any 1919, amb una acampada a la font del Saüc, a Sant Llorenç del Munt. Aquest grup combinà la influència de l'avantguardisme –algun crític el relaciona amb el dadà–, amb l'humor més local i el gust pel rigor i l'obra ben feta d'herència noucentista, amb un estil provocador i rebel que rebutja la burgesia. Es reunien en una casa rònega del carrer d'en Font, 26 que batejaren com a Casino dels Senyors, tot parodiant el Círcol Sabadellès freqüentat pels rics de la ciutat. Amb la Colla de Sabadell també van crear l'Associació de Música de Sabadell, que es coordinava amb les 18 Associacions de Música escampades per Catalunya per portar els millors artistes de cambra del moment i que va introduir l'avantguarda musical francesa al nostre país.

### LaRevista de Sabadell
Del 1918 al 1920 publica mitja dotzena de poemes a la Revista de Sabadell. Del 1923 al 1928 hi publicar poemes i altres textos i en va ser redactor i director. També hi escrivien els seus dos amics inseparables: Francesc Trabal i Armand Obiols. Oliver, fent-hi de periodista, va fer servir el periòdic com a plataforma per projectar-se públicament com a escriptor. Al Diari de Sabadell Oliver també hi va escriure amb pseudònims diversos, entre els quals Feliu Camp de la Sang, Florentí Carvallà Cot, Joan Pensionista, Pere Quart, Anicet Serafí i Orella Dreta, Caïm Benaprès, Mau Struc o V. J. Foix, entre d'altres.

### Primeres publicacions
L'any 1922, al Marquet de les Roques, funda les Edicions La Mirada, juntament amb Josep Carner, Jaume Bofill i Mates, Carles Riba, Francesc Trabal i Armand Obiols. Aquesta editorial va publicar 18 volums i uns quants fulls solts entre el 1925 i el 1931. El primer volum que van editar va ser L'any que ve, de Francesc Trabal i pròleg de Josep Carner. El 1926 Joan Oliver s'establí a Barcelona. El 1928 va publicar el seu primer llibre de prosa, Una tragèdia a Lil·liput, un retrat de la burgesia catalana i dels moviments socials que observa a Sabadell. Pel març de 1931 estrenà Una mena d'orgull al Teatre Colom de Sabadell –el Casinet- de la Creu Alta. El 1934 l'editorial sabadellenca Contraban li va publicar el primer poemari, Les decapitacions, tot recuperant el pseudònim de Pere Quart –ja que tenia per segon nom de baptisme Pere i era el quart dels germans- que havia fet servir als anys vint al Diari de Sabadell i que ja no va deixar per signar els llibres de poesia. L'any 1936 va publicar el Bestiari, amb el qual va guanyar el premi Joaquim Folguera.

### Guerra Civil i exili
Durant la Guerra Civil espanyola es va comprometre políticament amb el bàndol republicà. Va ser nomenat president de l'Associació d'Escriptors Catalans, filial de la Unió General de Treballadors i fou autor de la lletra de l'himne de l'Exèrcit Popular Català.
A més va convertir-se en cofundador i cap de publicacions de la Institució de les Lletres Catalanes, depenent de la Conselleria de Cultura de la Generalitat de Catalunya. Fou un dels organitzadors del Servei de Biblioteques al Front. Tot això significà una ruptura definitiva amb el seu passat burgès i el naixement d'un fort compromís polític, ètic i social. En aquest context creà Oda a Barcelona (de clara tendència nacionalista i revolucionària) i l'obra teatral La fam (on es plantegen els problemes de la revolució que intentaven portar endavant els comunistes i els anarquistes).
El gener del 1939, quan l'ocupació de Barcelona per part de l'exèrcit colpista era imminent, molts escriptors van haver de fugir per salvar la vida. S'escapaven no tan sols pel que significaven culturalment, sinó també perquè molts d'ells s'havien implicat directament amb el govern de la Generalitat de Catalunya. Joan Oliver, juntament amb Josep Pous i Pagès, Carles Riba, Francesc Trabal, Mercè Rodoreda, Anna Murià i Armand Obiols s'havien involucrat amb la Institució de les Lletres Catalanes. Altres, com Pere Calders, Avel·lí Artís-Gener (Tísner), Lluís Ferran de Pol, Vicenç Riera Llorca o Joan Sales, havien lluitat directament a les files republicanes. Aquell hivern, que va ser especialment cru, els escriptors catalans, com milers d'exiliats, es van escapar com van poder fins a arribar a la frontera francesa. Al principi es van establir al sud del país veí i, més tard, van poder refugiar-se en un centre d'acollida privilegiat: un castell de la població de Roissy-en-Brie, propera a París. Havien deixat enrere una guerra, però ben aviat en va començar una altra. El setembre del 1939 esclatava la Segona Guerra Mundial i el juny del 1940 els alemanys ocupaven París. Es va traslladar a Saint-Cyr-sur-Morin. Posteriorment s'embarcà al vaixell Florida amb altres refugiat amb direcció a Buenos Aires i s'establí definitivament a Santiago de Xile, on va fundar –amb Xavier Benguerel– l'editorial El Pi de les Tres Branques i on hi va viure vuit anys. Durant l'exili, va continuar la seva tasca d'intel·lectual compromès amb el seu temps i amb el seu país. Va col·laborar amb la revista Catalunya (editada a Buenos Aires) i va dirigir Germanor (editada a Xile), combinant-ho amb altres oficis efímers.

### Resistència iVacances pagades
El 1948 tornà a Barcelona, on el franquisme era caracteritzat per l'autoritarisme i la repressió. Poc després d'arribar la policia va regirar casa seva, li va ser retirat el passaport i va ser empresonat dos mesos i mig a la presó Model de Barcelona. Poc després la seva dona Conxita Riera va morir de leucèmia. És durant aquest període que escriu Saló de tardor i Terra de naufragis, combinant-ho amb la traducció d'obres de teatre i treballant a la impremta familiar. Va traduir i adaptar obres de diversos autors, com per exemple Anton Txékhov, Bernard Shaw, Samuel Beckett o Bertolt Brecht, entre d'altres. Tres anys més tard va rebre el Premi del President de la República Francesa als jocs florals de París per la traducció al català d'El misantrop de Molière. El 1955 va començar a treballar dirigint una col·lecció de novel·la catalana a l'editorial Aymà.
Posteriorment va col·laborar a la fundació de l'Agrupació Dramàtica de Barcelona i es va casar en segones núpcies amb Eulàlia Serra, amb la qual va tenir una única filla, Sílvia Oliver. Les seves obres com a dramaturg no obtenen l'èxit esperat. Una de les seves obres més reeixides d'aquest període és Ball robat, que posteriorment seria adaptada per Televisió espanyola.
El 1959 aparegué la seva obra més emblemàtica, Vacances pagades (Premi Lletra d'Or, 1962). És una obra escèptica i sarcàstica, on es mostra el seu gran compromís amb la realitat social i política del país. Joan Oliver fa una crítica forta al capitalisme, a la societat de consum i al règim franquista. L'obra va esdevenir un referent per a tota una generació de poetes, que farien seu aquest estil de poesia social.
Progressivament va anar guanyant notorietat pública, com a figura contestatària del règim i símbol de la lluita antifranquista. Va participar activament en actes com La Caputxinada –on va recitar la Vaca suïssa i el crit de "Jo sóc la vaca de la mala llet!" es convertí en un crit d'esperança per a tots els que hi havia tancats al convent dels Caputxins de Sarrià– i va fer el discurs de cloenda del Primer Festival Popular de Poesia Catalana celebrat el 25 d'abril de 1970 al Gran Price de Barcelona, també conegut com el Price dels poetes –on va entonar el crit de "Llibertat, llibertat, llibertat!" mentre la policia envoltava el recinte. El 1970 va rebre el Premi d'Honor de les Lletres Catalanes.

### Restabliment de la democràcia
Amb motiu del seu 80è aniversari, al novembre de 1980 li van organitzar un homenatge al Teatre Romea, on van actuar, entre d'altres, Joan Manuel Serrat i Raimon –que no havien coincidit mai en cap recital– i hi van participar mots poetes d'arreu de l'Estat. El 1981 va acceptar de grat la Medalla d'Or de la Ciutat de Sabadell de la mà de l'alcald'Antoni Farrés; digué a Josep Ferrater i Mora: "Ja saps que l'acte tindrà lloc a Sabadell, la meva petita pàtria?". Va demanar expressament que la medalla no fos d'or, per la qual cosa la va rebre d'ivori. Amb la mort del dictador i l'entrada de la democràcia s'havia mostrat especialment disgustat amb la classe política dominant, tant que l'any 1982 va rebutjar la Creu de Sant Jordi. També va promoure una de les primeres reivindicacions dels escriptors professionals, ja que després d'anys d'haver dirigit la direcció literària d'Edicions Proa, es va quedar sense prestació per jubilació. Va ser molt crític amb la postura còmoda que havia agafat el sector cultural i polític després del restabliment democràtic a Catalunya.

### Mort

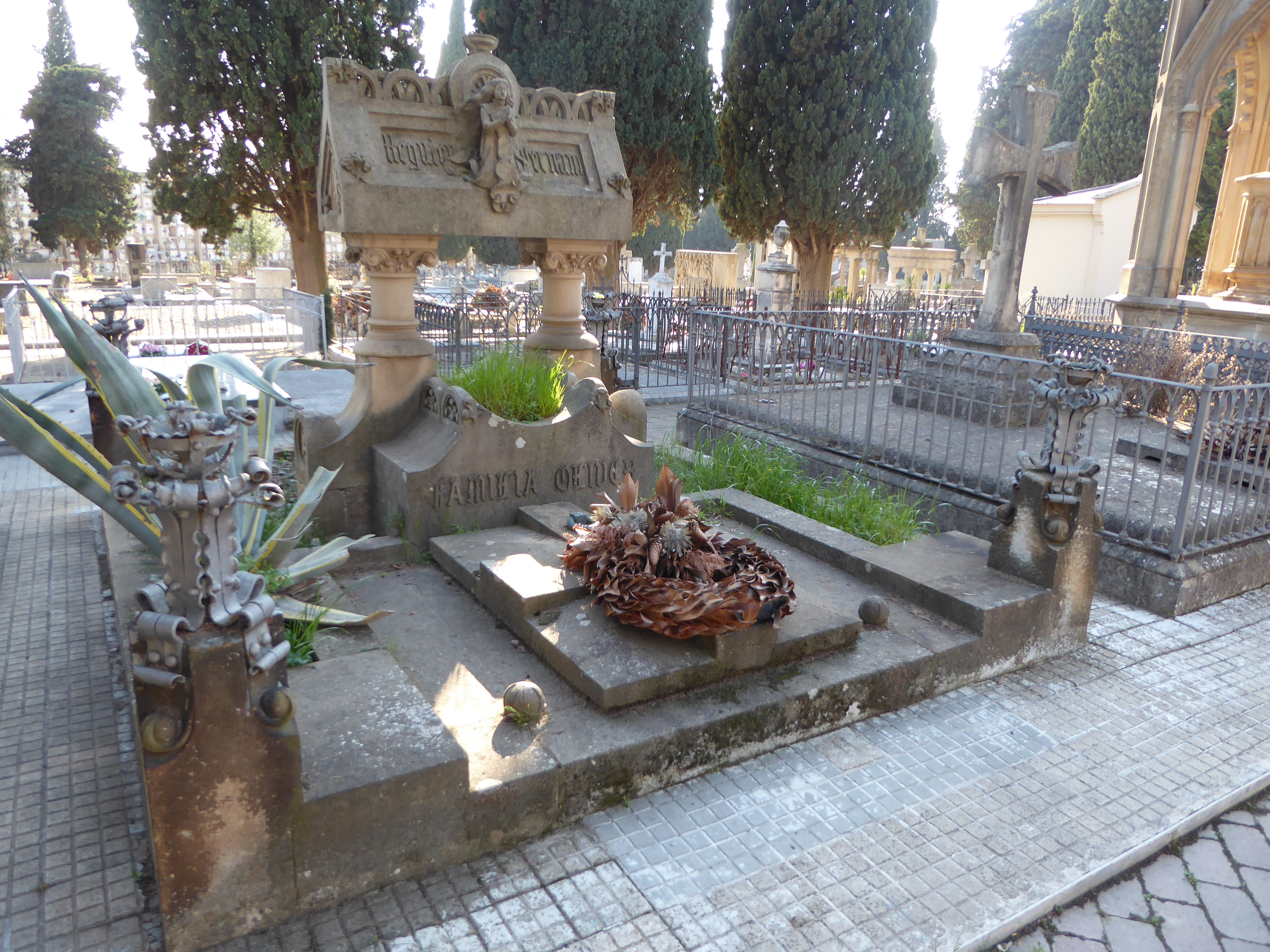
Tomba de Joan Oliver al Cementiri de Sabadell

El novembre de 1985 Joan Oliver es va sotmetre a una operació de la qual ja no es recuperaria. Els darrers mesos els va passar sense tenir interès per gran cosa. Va morir a Barcelona el 18 de juny de 1986 i va ser enterrat –d'amagat de tothom i amb la complicitat del metge– a la seva ciutat natal, Sabadell, seguint els seus desigs, sense corones, ni cerimònies, just quan faltaven quatre dies per a les eleccions generals espanyoles. La filla va rebutjar que hi hagués una capella ardent a la Generalitat ni a l'Ajuntament de Sabadell. Al Cementiri de Sabadell van parlar el pare Jordi Llimona, el president Jordi Pujol i l'alcald'Antoni Farrés. Ell mateix s'havia redactat l'esquela que els diaris van publicar dos dies més tard, que deia "Joan Oliver, escriptor […] No s'admeten flors. No s'hi invita personalment". Morí amb un judici pendent, acusat d'ofenses a l'honor militar arran d'una entrevista emesa per TVE que li havia fet Josep Maria Balcells.

## Llegat

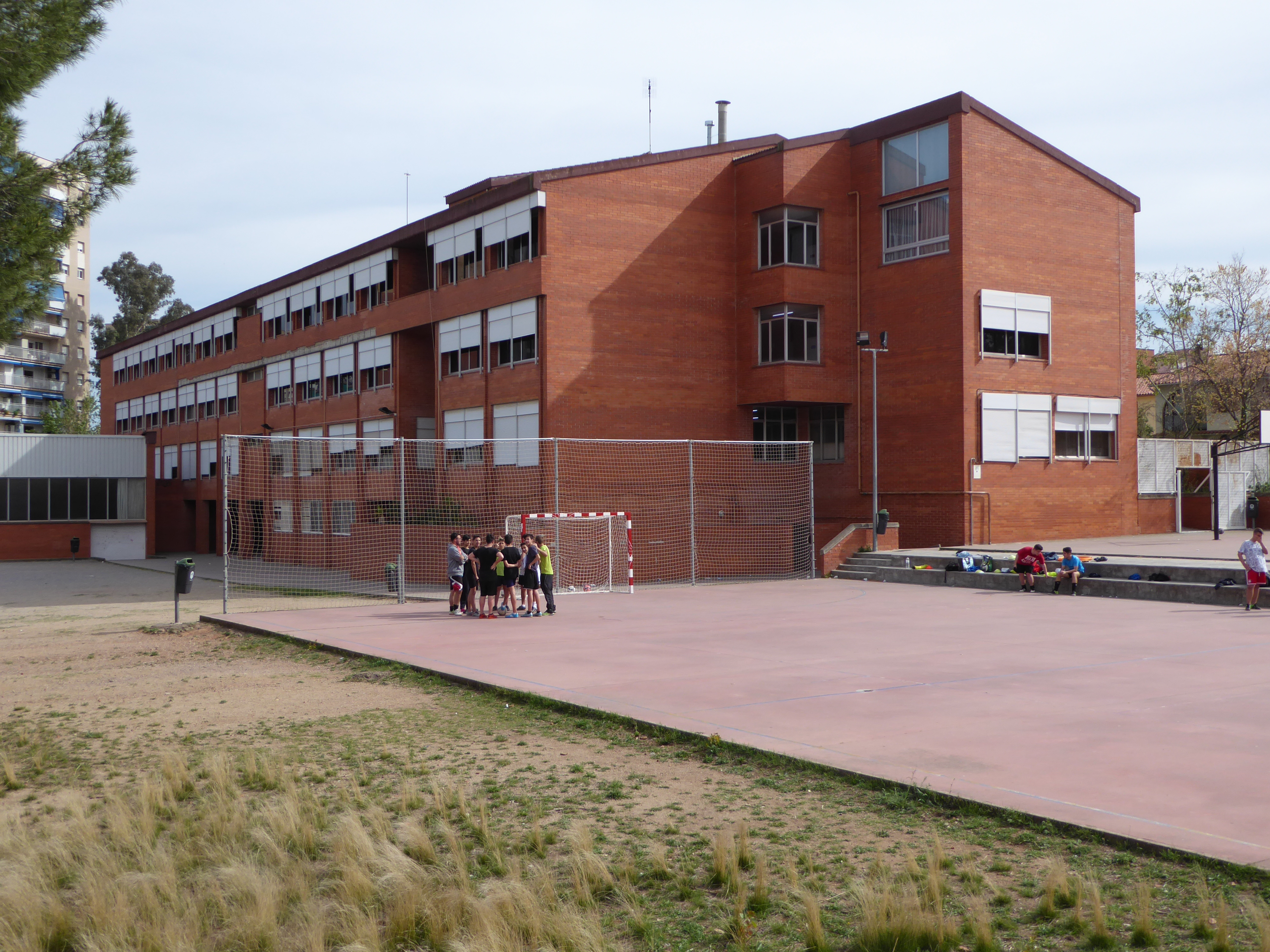
Institut Joan Oliver. Al barri de Can Deu de Sabadell

Amb motiu del centenari del seu naixement, el 1999 es van tornar a representar algunes de les seves peces o traduccions dramàtiques. Entre d'altres, Lluís Pasqual va dirigir al Teatre Lliure de Barcelona la seva traducció de Tot esperant Godot, de Samuel Beckett; Pere Planella va dirigir Això guixa, al Mercat de les Flors de Barcelona, i Carlota Subirós va dirigir Joan Oliver, al Teatre Nacional de Catalunya.
Alguns dels seus poemes han estat musicats per cantautors com Lluís Llach, Joan Manuel Serrat, Raimon, Ovidi Montllor, Sílvia Pérez Cruz, Carles Belda, Celdoni Fonoll, Toni Xuclà…, la qual cosa ha donat major projecció popular a la seva figura.
L'obra de Joan Oliver s'ha traduït a l'alemany, l'anglès, el castellà, l'eslovè, l'hongarès, l'italià, el japonès, el neerlandès, el portuguès, el rus, el serbo-croat, el suec i el xinès.
Dedicat a Joan Oliver, a Sabadell hi ha el Casal Pere Quart, l'Auditori Pere Quart (al carrer de Lacy, que comparteix pati amb el Casal), l'Institut Joan Oliver i el Concurs Literari Joan Oliver, Pere Quart. Del 1987 al 2010 l'Ajuntament de Sabadell i Edicions La Campana van convocar ell Premi Pere Quart d'humor i sàtira. A més, l'Arxiu Històric de Sabadell conserva el llegat de Joan Oliver, dipositat per la seva filla Sílvia el 1996 i cedit definitivament el 2016. Barcelona té un carrer a nom seu a la Vila Olímpica i hi ha la Biblioteca Joan Oliver al carrer de Borrell –propietat de l'Ajuntament de Barcelona– i el Centre Cívic Joan Oliver "Pere Quart" al Districte de les Corts. D'altra banda, la Generalitat és propietària del Bibliobús Pere Quart, una biblioteca ambulant que passa per pobles que no tenen biblioteca a les comarques del Pallars Jussà, Pallars Sobirà i l'Alta Ribagorça.
Tenen carrer amb nom Joan Oliver a Berga, Castellar del Vallès, Sant Quirze del Vallès, Sant Cugat del Vallès, Polinyà, Caldes de Montbui, les Franqueses del Vallès, Barcelona, Girona, Reus, el Prat de Llobregat, Vilassar de Dalt i Vilanova i la Geltrú; avinguda, Vilanova del Vallès, i plaça, Granollers i Ripollet. I amb nom de Pere Quart hi ha carrer a Cerdanyola del Vallès (Bellaterra), Montcada i Reixac, el Vendrell, Flix, Palma i Alcúdia, i plaça a Polinyà.

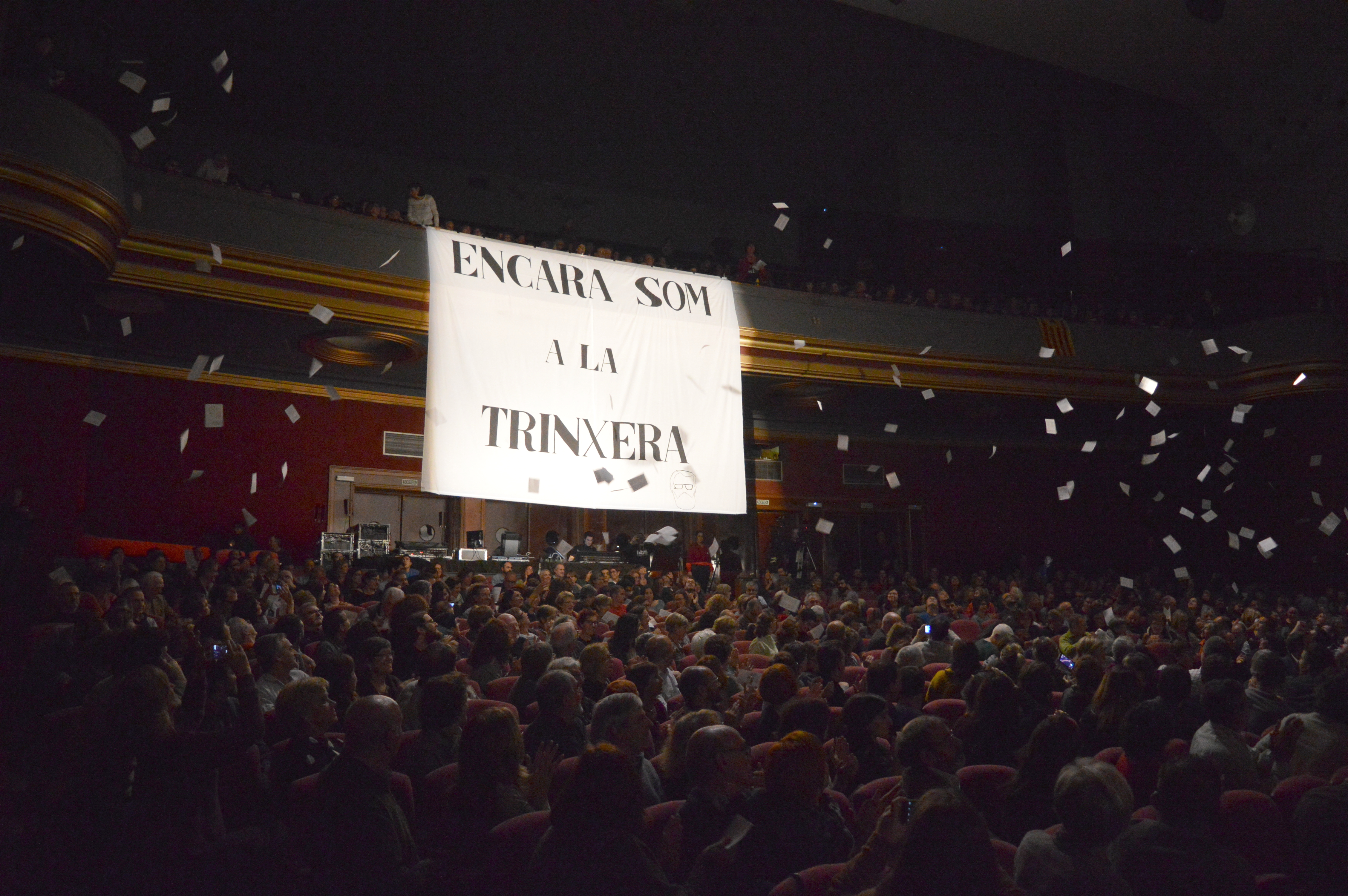
Al capdavall som bàrbars. Homenatge a Joan Oliver realitzat el 30 de novembre de 2016 al Teatre de la Faràndula de Sabadell.

El 2016, amb motiu del 30è aniversari de la mort de l'escriptor, a Sabadell es va constituir la Comissió Any Joan Oliver, que va organitzar dos grans actes d'homenatge al poeta i va promoure que sorgissin més de 60 homenatges a la ciutat, a diferents poblacions del Vallès Occidental i a Barcelona. El 16 de juny de 2016, la Fundació Bosch i Cardellach va anunciar que nomenava Joan Oliver membre bàrbar d'estar per casa.

## Obra
Creador d'una obra molt diversa, la seva poesia té influències del realisme amb un to escèptic, influenciat pels efectes de la Guerra civil espanyola i el posterior exili familiar. El seu estil narratiu està clarament marcat per la ironia contra totes les convencions establertes.

### Teatre
Com a dramaturg, Oliver va col·laborar a aprofitar les escletxes del règim franquista per recuperar el teatre català. Les seves obres més destacades en aquest àmbit van ser Primera representació i Ball robat, i D'una drecera va ser el seu intent d'apropar-se al gran públic.
- Gairebé un acte o Joan, Joana i Joanet, 1929.
- Una mena d'orgull, 1931.
- Cataclisme, 1935 Barcelona. El Nostre Teatre, 1935 / Barcelona: Randez, 1935.
- El 30 d'abril, 1935.
- Allò que tal vegada s'esdevingué, Barcelona: La Rosa dels Vents, 1936 / Barcelona: Aymà, 1970 / Barcelona: Edicions 62, 1987 / Terrassa: Centre d'Art Dramàtic. del Vallès, 1996 / Barcelona: Educaula, 2010.
- Cambrera nova, 1937 (escrita el 1928).[8]
- La fam Barcelona: Institució de les Lletres Catalanes, 1938 / Barcelona: Aymà, 1975 / Barcelona: Proa, 2003. estrenada al Teatre Poliorama de Barcelona).
- L'amor deixa el camí ral, 1947.
- Quasi un paradís, 1951.
- La barca d'Amílcar, 1958.
- Ball robat, 1958.
- Primera representació, 1959.
- Tercet en Re, El Pont, núm. 13, 1959.
- Tres comèdies. Barcelona: Selecta, 1960.
- Noè al port d'Hamburg, 1966.
- Quatre comèdies en un acte. Barcelona: Aymà, 1970.
- Vivalda i l'Àfrica tenebrosa i Cambrera nova, 1970.
- El roig i el blau, 1985.
- Trenta d'abril, 1987.
- Ball robat de Joan Oliver (i altres). Barcelona: Edicions 62 / La Caixa, 1995.
- Ball robat [intr. Helena Mesalles]. Barcelona: Proa, 1995 / [intr. Francesc Foguet i Boreu]. Barcelona: Proa, 2005.
- Ball robat seguit d'Escena d'alcova [cur. Lluís Busquets i Garabulosa]. Barcelona: La Magrana, 1996.
- Això guixa, 1999.
- Ària del Diumenge, 1999.

### Poesia
- Les decapitacions. Sabadell: Contraban, 1934 / Barcelona: Proa, 1978 / Madrid: Bruño, 1993.
- Oda a Barcelona. Barcelona: Comissariat de Propaganda, 1936.
- Bestiari. Barcelona: Departament de Cultura, 1937 / Barcelona: Proa, 1969 (4a ed.) / Barcelona: Edicions 62, 1989.
- Saló de tardor. Santiago de Xile: El Pi de les Tres Branques, 1947 / Barcelona: Proa, 1983.
- Poesia de Pere Quart. Barcelona: Aymà, 1949.
- Terra de naufragis. Barcelona: Proa, 1956.
- Vacances pagades. València: Diputació de València, 1961 / Barcelona: Proa, 1972.
- Dotze aiguaforts i un autoretrat de Josep Granyer. Barcelona: Monografies de la Rosa Vera, 1962.
- Obra de Pere Quart. Barcelona: Fontanella, 1963.
- Circumstàncies. Barcelona: Proa, 1968.
- Quatre mil mots. Barcelona: Proa, 1977.
- Poesia empírica. Barcelona: Proa, 1981.
- Poemes escollits. Barcelona: Edicions 62 / La Caixa, 1983.
- Refugi de versos. Barcelona: Proa, 1987.
- Antologia. Barcelona: Proa, 1982 / Barcelona: Barcanova, 1993 / Barcelona: Diputació de Barcelona, 1996.
- Els millors poemes. Barcelona: Columna, 1998.
- Pingüí (poesia infantil i juvenil). Barcelona: Cruïlla, 2004.

### Narrativa breu
- Una tragèdia a Lil·liput. Sabadell: Fundació La Mirada, 1928.
- Contraban. Barcelona: La Rosa dels Vents, 1937.
- Biografia de Lot i altres proses. Barcelona: Fontanella, 1963 / Barcelona: La Magrana, 1983.
- Dos textos. Barcelona: Cafè Central, 1999.
- Tres contes. Sabadell: Fundació La Mirada, 2002.

### Traduccions o adaptacions
- Pigmalió, original de Bernard Shaw
- Tot esperant Godot. Original de Samuel Beckett
- El criat de dos amos. Original de Carlo Goldoni
- L'òpera dels tres rals. Original de Bertolt Brecht
- Un barret de palla d'Itàlia. Original d'Eugène Labiche
- Anònim venecià. Original de Giuseppe Berto
- Ubú, rei. Original d'Alfred Jarry
- El misantrop. Original de Molière
- El tartuf. Original de Molière
- El banyut imaginari. Original de Molière
- L'hort dels cirerers. Original d'Anton Txékhov
- El somriure a peu d'escala. Original de Henry Miller[49]

### Crítica literària o assaig
- El mestre Fabra, recordat. Barcelona: [s.n.], 1969.
- Francesc Trabal, recordat. Sabadell: Fundació La Mirada, 1999.
- Notícia biogràfica d'Armand Obiols. Sabadell: Fundació La Mirada, 1999.

### Pròlegs
- ARTÍS-GENER, Avel·lí: L'enquesta del canal 4. Barcelona: Proa, 1973.
- CANYAMERES, Ferran: Migtemps. Barcelona: Aymà, 1950.
- CASASSAS, Oriol: Primer –i últim– llibre d'exercicis; seguit de Prima Nox. Barcelona: [s.n.], 1973. Barcelona: Impr. Salvadó.
- CENDRÓS, Joan B.: 50 anys 1928-1978, Edicions Proa. Barcelona: Proa, 1978.
- COMAS, Ramon: Pàtria ignorada. Barcelona: Proa, 1968.
- CRUSAFONT PAIRÓ, M.: A contracor del temps: narracions de l'alt Aran. Sabadell: [s.n.], 1965. Impr. Joan Sallent.
- BENGUEREL, Xavier: El desaparegut. Barcelona: Selecta, 1955.
- FONOLL, Celdoni (cur.): La poesia a l'escola. Barcelona: Obra Social de la Caixa de Pensions, 1982.
- FONT I COSTA, Antoni: Dret al pedrís. Barcelona: [s.n.], 1965. Barcelona: Rafael Tasis.
- GALIMANY, Albert: Nova galeria de retras: poemes. Barcelona: [l'autor], 1977.
- JANÉ, Albert: Aclariments lingüístics. Barcelona: Barcino, 1973.
- MARTÍ I POL, Miquel: Quadern de vacances. Barcelona: Proa, 1976.
- RIERA I RIERA, Josep M.: Necessària set: poemes. Barcelona: [s.n.], 1970. Pal·las, Arts Gràfiques.
- VILA CASAS, Joan: Jourdain 65. Barcelona: Proa, 1966.

### Epistolaris
- Joan Oliver / Josep Ferrater i Mora: Joc de cartes (1948-1984). A cura d'Antoni Turull. Barcelona: Edicions 62, 1988.
- Joan Oliver / Xavier Benguerel: Epistolaris 1942-1984. A cura de Lluís Busquets i Grabulosa. Barcelona: Proa, 1999.
- Joan Oliver / Joaquim Molas: Diàleg epistolar il·lustrat (1959-1982). Xavier Garcia (ed.). Lleida: Pagès Editors, 2015.
- Joan Oliver / Miquel Martí i Pol: Et devia una carta. A cura de Roger Canadell. Vic: Eumo Editorial, 2020.

### Obres completes
- Obres completes de Joan Oliver. Obra poètica Barcelona: Proa, vol. I, 1975. (2a ed. 1999)
- Obres completes de Joan Oliver. Teatre original. Barcelona: Proa, vol. II, 1977. (2a ed. 1999)
- Obres completes. Versions de teatre. Barcelona: Proa, vol. III, 1989.
- Obres completes de Joan Oliver. Obres en prosa. Barcelona: Proa, vol. IV, 1999.

### Discografia
- L'oriol (Remei Margarit). Barcelona: Edigsa, 1963.
- Romanço del fill de vídua (Els tres tambors). Belter, 1966.
- La croada (Núria Espert). Dins: Poetes catalans contemporanis. Madrid: Discos Aguilar GDE 10-112, 1966.
- El burgès (Francesc Pi de la Serra). Barcelona: Edigsa, 1967.
- Oda a Barcelona (Núria Espert). Barcelona: Edigsa, 1967.
- Cançó lirona / Vaca suïssa (El Tricicle). Concèntric, 1970.
- Una vaca amb un vedellet en braços (Raimon). Dins: T'adones, amic?. París: Le Chant du Monde CDX 74523, 1974.
- Corrandes d'exili (Ovidi Montllor). Dins: A Alcoi, 1974.
- Decapitació XII (Ramon Muntaner). Dins: Cròniques, 1977.
- Un ase considera el globus terraqüi (Celdoni Fonoll). Dins: He heretat l'esperança, 1978.
- Assaig de plagi a la taverna (Celdoni Fonoll). Dins: Traginer de cançons, 1981.
- Diversos poemes (Celdoni Fonoll). Dins: Recital 1000, 1984.
- Infants (Joan Manuel Serrat). Dins: Fa 20 anys que tinc 20 anys, 1984.
- Corrandes d'exili (Lluís Llach). Dins: T'estimo. Barcelona: Ariola, 1984.
- Utopia (Miquel Pujadó). Dins: Ambaixador d'enllà, 1990.
- Joan Oliver recita Pere Quart. Barcelona: Audiovisuals de Sarrià, D-133.

#### Discos
- Poesia de Pere Quart: dotze poemes dits per l'autor. Barcelona: Edigsa, 1968.
- Bestiari (La Trinca). Barcelona: Edigsa, 1972.
- Joan Oliver recita Pere Quart. Sabadell: Ajuntament de Sabadell / Audiovisuals de Sarrià, 1986.
- Cançons sobre poemes de Joan Oliver, «Pere Quart». Música de Pere Casas, Josep Lluís Guzman, Salvador Brotons, Llorenç Balsach, Benet Casablancas, Josep Maria Guix, Josep M. Pladevall, Josep Vila, Víctor Estapé, Jordi Capellas i Manuel Garcia Morante. Sabadell: Ars Harmònica / La Mà de Guido, 2001.
- Pere Quart. Encara som a la trinxera. Comissió Any Joan Oliver. Sabadell: Picap, 2016.[50]

## Premis i reconeixements
- 1936 - Joaquim Folguera per Bestiari
- 1938 - Premi Teatre Català de la Comèdia per La fam
- 1951 - Premi als Jocs florals de París per la traducció al català d'El misantrop de Molière
- 1955 - Óssa Menor per Terra de naufragis
- 1957 - Premi Guimerà de Mèxic per Terra de naufragis
- 1959 - Ausiàs March de poesia de Gandia per Vacances pagades
- 1960 - Martí Peydró per Temps, records
- 1962 - Premi Lletra d'Or per Vacances pagades
- 1970 - Premi d'Honor de les Lletres Catalanes
- 1980
  - Medalla de la Ciutat de Sabadell
  - Premi Ciutat de Barcelona[51]
- 1981 - Literatura Catalana de la Generalitat de Catalunya de poesia per Poesia empírica
- 1982 - Premi Josep Maria de Sagarra de traducció teatral per Ubú, rei
- 1982 - Rebutja la Creu de Sant Jordi
- 2016 - Membre bàrbar d'estar per casa, de la Fundació Bosch i Cardellach[52]